# Quận Marquette, Wisconsin
Quận Marquette là một quận thuộc tiểu bang Wisconsin, Hoa Kỳ.
Quận này được đặt tên theo. Theo điều tra dân số của Cục điều tra dân số Hoa Kỳ năm 2000, quận có dân số  15.832người. Quận lỵ đóng ở Montello.6

## Địa lý
Theo Cục điều tra dân số Hoa Kỳ, quận có diện tích 1203 km2, trong đó có 1180 km2 là diện tích mặt nước.

### Thông tin nhân khẩu

Tháp tuổi dân cư quận theo kết quả điều tra dân số năm 2000.

### Các xa lộ chính
- Interstate 39
- U.S. Highway 51
- Highway 22 (Wisconsin)
- Highway 23 (Wisconsin)
- Highway 73 (Wisconsin)
- Highway 82 (Wisconsin)

### Quận giáp ranh
- Quận Waushara - bắc
- Quận Green Lake - đông
- Quận Columbia - nam
- Quận Adams - tây